# Читанка Хуторного
Чи́танка Ху́торного — читанка, видана 1883 року в Києві під псевдонімом Т. Хуторний. Дослідники[які?] вказують на приналежність цього псевдоніма педагогу Тимофієві Лубенцю.

## Історія
У 1880-х роках серед студентів Київського університету виник гурток «Хрестоматія» або «Читанка». Основною метою товариства було створення різноманітних підручників для української школи. На чолі цього товариства були відомий діяч, історик Яків Шульгин та педагог Тимофій Лубенець. Дві частини колективної праці «Читанка» було видано в Росії під псевдонімом Хутірного[уточнити: ком.], а читанку «Веселка» під псевдонімом А.Молодченка видано в Галичині та фінансово підтримано Іваном Франком.
Володимир Самійленко згадував: «Не можу докладно сказати, чи перша „Читанка“ Хуторного була колективною роботою цього гуртка чи особистою працею Т.Лубенця. Я застав товариство „Читанка“ за закінченням другої читанки — „Веселка“».
Євген Чикаленко писав у «Спогадах»: 
| «На прощання Лисенко запропонував нам вступити до „хрестоматійного гуртка“, що збирається у нього, пояснивши нам, що педагог Хуторний-Лубенець, випустивши граматику, першу читанку для дітей, організував з студентами два гуртки, що складають матеріал для дальших читанок-хрестоматій, один гурток збирається у д-ра Панченка, а другий у нього, Лисенка; я охоче згодився, подякувавши йому… Я охоче ходив до Лисенка на зібрання „хрестоматійного гуртка“ і переклав з Брема для читанки кілька коротких оповідань про звірів та птахів». |
Після Різдва 1887 року жандарми заарештували кількох студентів — членів «Хрестоматії».

## Оцінка
У розлогій статті «Огляд українських шкільних підручників» (1911) Ф. Слюсар розглянув навчальні книжки Пантелеймона Куліша, Тараса Шевченка, Олександра Потебні, Миколи Гатцука, Олександра Строніна, Каленика Шейковського, В. Золотова, Л. Ященка, Тимофія Лубенця (Хуторного), Бориса Грінченка, О. Білоусенка (Олександра Лотоцького), Олександра Барвінського, О. Огоновського та ін. Найкращою серед читанок, виданих у Східній Україні, автор назвав читанку О. Білоусенка «Вінок» «як підручник для віку школярів молодшого й середнього», як одну з перших вітчизняних книжок із рідного читання. Говорячи про мовну культуру книжок, автор статті піддав критиці «досить вдало складену» читанку Хуторного: в ній оглядач помітив русизми.

## Використання
Тільки після української революції 1917 року, коли постала Українська Народна Республіка, праця Лубенця була допущена до народу. Протягом 1917 року його читанка витримала кілька видань. Вона широко впроваджувалася у навчальний процес і була на той час новим явищем у підручникотворенні: її навчальні тексти супроводжував дидактичний апарат, власне педагогічний метод спілкування дитини з підручником і вчителем.